# Caprera-patak
A Caprera-patak kisebb vízfolyás, ami Cinkotán ered és folyik át. A budapesti XVI. kerület három legjelentősebb vízfolyásának egyike. Forrása Csömör közelében tör a felszínre, majd körülbelül 2 kilométer megtétele után a Szilas-patakba torkollik.
Vize szennyezett (2017-es adat szerint forrása is jelentős mennyiségű nitrátot tartalmaz), emberi fogyasztásra alkalmatlan.

## Neve
Eleinte, a környékbeli parcellázások kapcsán csak a vízfolyás középső szakaszán kialakított korábbi fürdő neve olvasható Koprira (1896) vagy Coprira (1900) formában, de 1905-től már „Capréra-fürdőn” rendeztek úszóversenyt az ott nyaraló fiatalság számára. 1925-ben a Néptanítók Lapja az akkori új tanrend tárgyalásánál példaként szerepel a Capreraforrás és a Caprera-tó, Maurer Mihály cinkotai gyakorlóiskolai tanító földrajz tananyagában. Csupán az 1950-es évek után nevezik meg a patakot is.
A  mintegy 2 km hosszúságú patak nevére először 1974-ben a Caprera tér elnevezésekor feltételezték, hogy a forrás és a HÉV-állomás (ez utóbbi később Cinkota alsóra változott) Caprera szigetéről kapta nevét, ahová a szabadsághős Giuseppe Garibaldi élete utolsó 20 évében visszavonult a világ zajától. A későbbiekben úgy terjedt el, hogy Batthyány Lajos lánya Batthyány Ilona grófnő nevezte el így az Olaszország szabadságát kivívó Garibaldi tiszteletére. 1983 óta egy utca is viseli nevét.

## Leírása

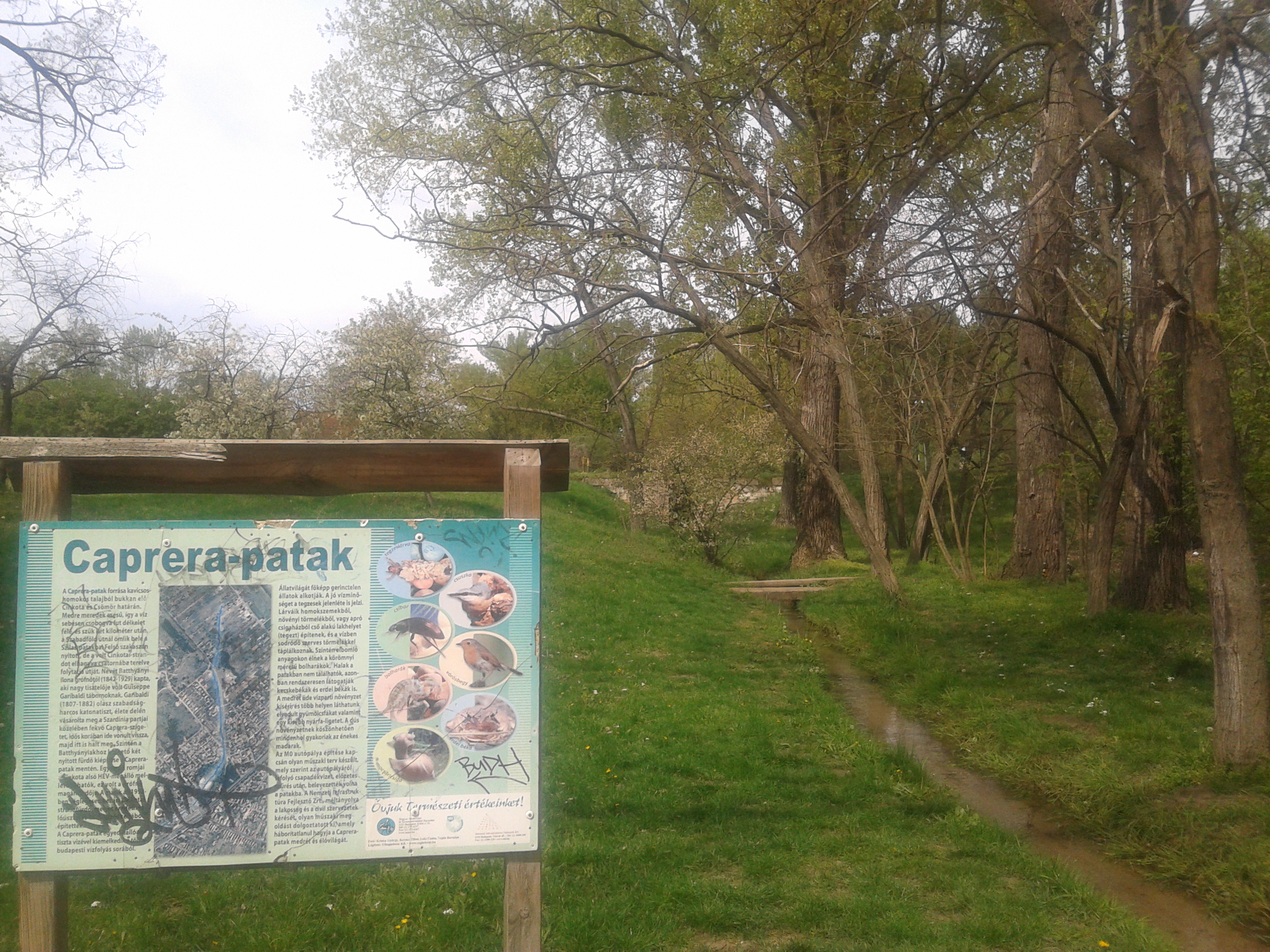
A Caprera-patak 2014. április 20-án

A Caprera-patak a Szilas-patak mellékága. A XVI. kerület három legjelentősebb vízfolyásának egyike – a Szilas-patak és a Simándi-patak mellett. Vize – bár így is Budapesten az egyik legtisztább – mikrobiológiai szennyeződés miatt nem iható, emberi fogyasztásra alkalmatlan.
1928-ban az alsó szakasz elején akkor kialakított Strandfürdő kiépítése és megnyitása kapcsán nem csak az addigi lóúsztató tó, hanem a patakmeder partját is rendezték. A forrást ekkor foglalták vasbeton keretbe. 1975-ben a strandfürdő után egy szakaszát áthelyezték és lefedték, hogy helyet kapjon a HÉV új végállomásának épülete. A patak medrének kezelője ebben az időben a Mélyépítő Beruházási és Üzemeltető Vállalat (MÉLYBER) volt.
1952-ben a helyi tanács két átkelő-hidat létesített a patakon.
Az M0 körgyűrű 61+400–61+600 km-szelvényei közötti szakaszához érkező felszíni víz levezetésére az eredeti tervek a Caprera-árkot jelölték meg, azonban 2007-ben a hatóságok az élővilág védelmének érdekében nem engedélyezték a vízhozam jelentős emelkedésével járó változtatást.
2013-ban a hajdani strand előtti teret felújították. A teret uraló I. világháborús emlékmű környezetében egy térkő burkolatú pihenő- és szabadidős tér kapott helyet. A patak balpartját teraszosan alakították ki terméskőtömbökből, hogy a víz elérhető közelségbe kerüljön és lehetőség nyíljon a vízparti vegetáció megismerésére is.

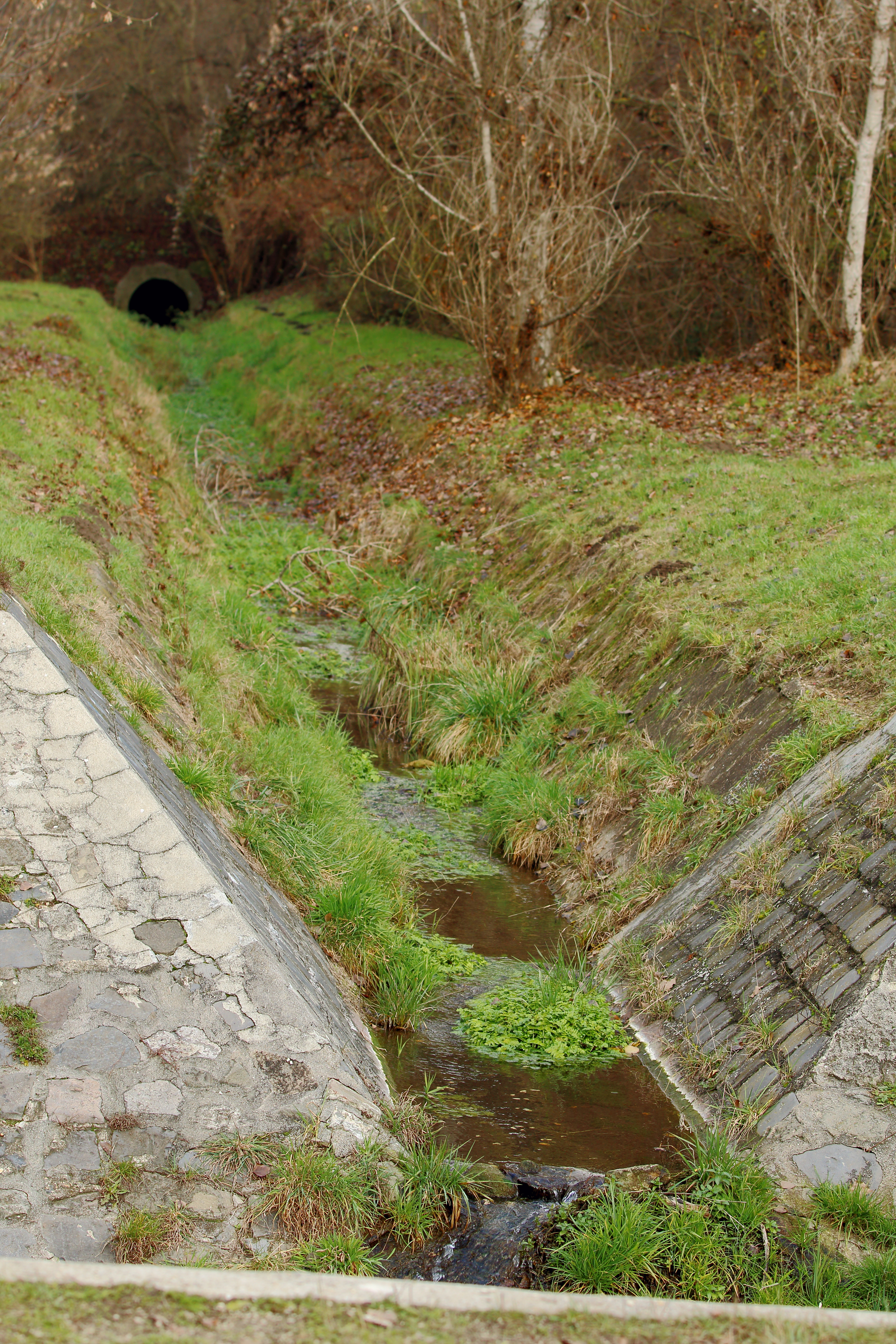
A Caprera csatlakozása a Szilas-patakhoz

A Budapest XVI. kerület 2019. évi környezetállapot jelentés alapján a Caprera-patak a Szilas-patakba csatlakozásnál a TPH (összes alifás szénhidrogén) értéke „Kiváló” (akárcsak 2015-ben és 2017-ben), a pH „Jó” (2017-ben „Tűrhető”-re esett vissza), az ammónium (akárcsak az előző mért években) „Kiváló”, a nitrit „Kiváló” (2017-ben „Jó”-ra romlott), a nitrát „Erősen szennyezett” (bár 2017-ben már „Tűrhető” volt), a foszfát „Jó” (2017-ben értéke „Szennyezett” minőséget mutatott) és a kémiai oxigénigény (oxidálható szervesanyag-tartalom, ami 2015-ben még „Kiváló”, azt követően) „Tűrhető” vízminőségi osztályú volt. Összesített minősítése a 2019. évi vizsgálati eredmények alapján ezen a szakaszon „Erősen szennyezett” (akárcsak 2015-ben, 2017-ben csak „Szennyezett”) volt. 
A felszíni vizek minősége és szennyezőanyag koncentrációja nagymértékű ingadozást mutathat az időjárástól, a vízgyűjtők területén lévő ipari- és kommunális létesítmények üzemvitelétől, a mezőgazdasági tevékenységtől és a vízhasználattól függően. A vizsgált jellemzők közül a nitrát okozza a legkomolyabb vízminőségi problémát. A legmagasabb nitrát koncentráció 2013-ban a Caprera-patak forrásánál és alsóbb szakaszain volt észlelhető, a kerület természetes vizeiben szokásoshoz képest igen magas értékek jelentkeztek. 2015-re jó és kiváló, 2017-ben kiváló és tűrhető minőség között mozgott. 2019-ben a patak felsőbb szakaszainak két mérési helyszínén (forrás-műtárgy, Caprera tér) a szárazság miatt nem vettek mintát. A Caprera-patak az érzékszervi vizsgálatainál még 2013-ban a Szilas-pataknál enyhén sárgás szín mutatkozott, középső szakaszán olaj szagú volt, 2015-re minden minta színtelen és szagtalan, 2017-ben pedig minden minta színe megfelelő volt. 2023-ban három mintavételi helyen vizsgálták: a forrás műtárgynál, a Caprera térnél és Szilas-patakba való becsatlakozásnál. Vize különösen a forrásánál, de az alsóbb szakaszokon is nitráttal erősen szennyezett volt, ami a fajlagos elektromos vezetőképesség értékeken is jól nyomon követhető, a többi vizsgált komponenst tekintve a víz minősége elfogadható volt, javult 2021-hez képest.

### Folyása
Hossza 1832 folyóméter, kiépítettségét 1988-ban 58,57%-nak írták. A patak a Cinkotai Strandfürdőig – amely 1999 óta nem üzemel – a Caprera-földmederben folyik, míg utána, kisebb megszakításokkal a föld alatt folytatja útját. A cinkotai HÉV-kocsiszín után a Szilas-patakba torkollik.

#### Forrása és felső szakasza
A Caprera-patak forrásától a HÉV hídjáig terjedő szakasza, természetes állapotú, nyílt vízfolyás.
Beniczky Gábor 1893-as közlése alapján tudható, hogy a patak felső, észak-déli irányú, lankás lejtésű szakasza mentén nagyobb területen, az akkor még szőlőföldekként művelt dombsorokon régebben sok felszálló forrás volt, de a cinkotai gazdák betömték azokat, hogy a területet művelés alá vonják, ezért a források, egymástól nem nagy távolságban a patakárokban buzognak fel, illetve a területen geológiai megfigyelést végző Schmidt Sándor gyep által takart további forrásokat is megfigyelt a vízfolyás középső szakasza körül is. A víz szerinte a mediterrán homokból tör fel. Az 1958-ban kiadott Budapest természeti képe kötetben Horusitzky Ferenc cikkében arról ír, hogy a vízben gazdag miocén üledékek táplálják a cinkotai Caprera-fürdő forrásait is.
A csömöri HÉV-ág – az eredetileg Kerepesig erre közlekedő vonalat 1900-ban építették ki és adták át a forgalomnak – töltésétől északkeletre, körülbelül 350–400 méterre ered, a Magtár utca felé. Forrásának koordinátái: szélesség (lat): N 47° 31,835', hosszúság (lon): E 19° 13,246', tengerszint feletti magassága: 153 méter. A XVI. kerület környezetállapot felmérésében az olvasható, hogy a forráscsoport holocén homokos üledékből fakad, egy része pedig úgynevezett foglalt forrás. A természet védelméről szóló 1996. évi LIII. törvény alapján (23. § 3.b), mivel vízhozama nagyobb 5 l/perc-nél, törvény által ex lege védettség alatt áll.

#### Középső szakasza

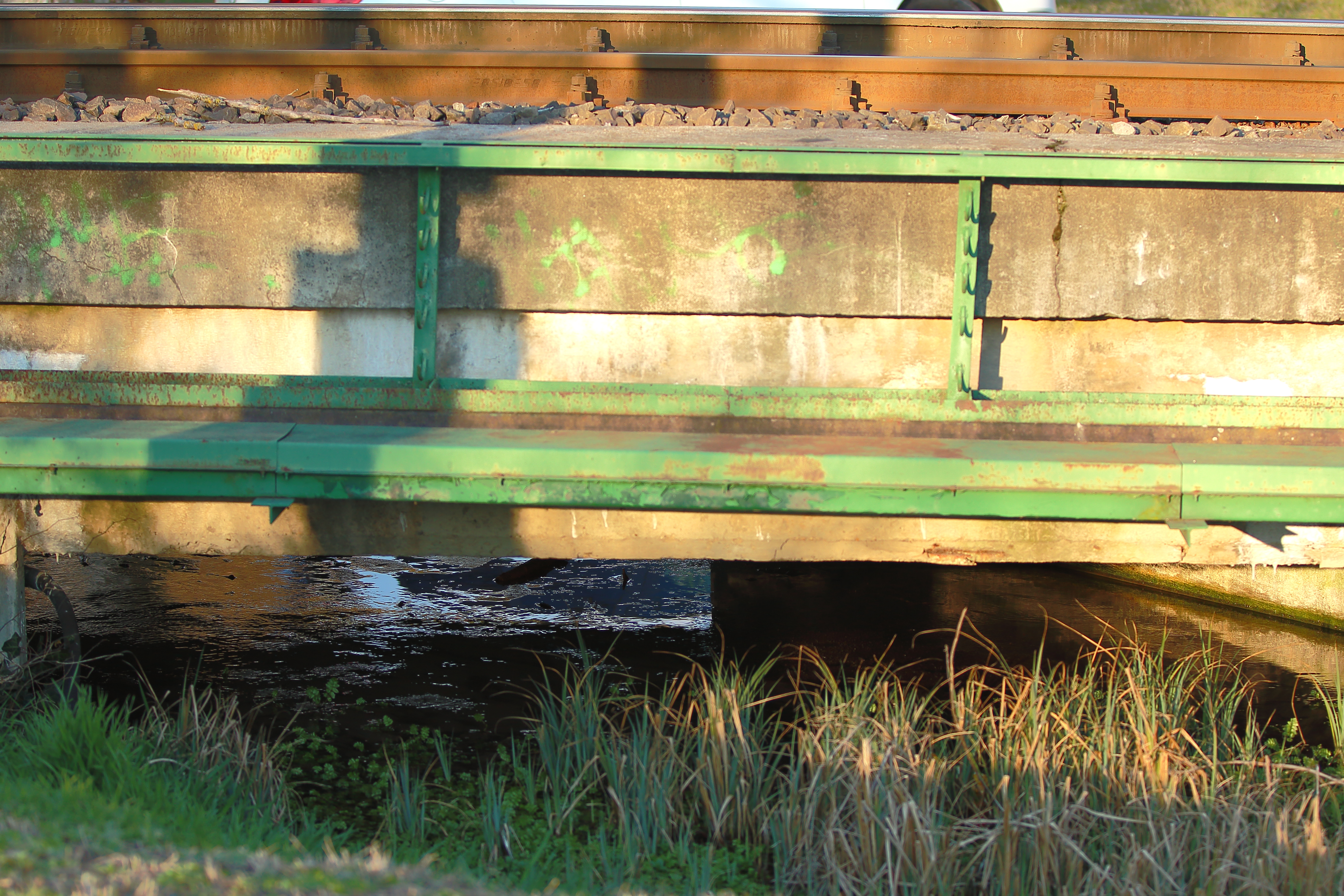
A patak átfolyása a HÉV-sínek alatt

A patak a forrásától 350–400 méterre éri el a csömöri HÉV-ág vonalát, bújik át a töltés alatt és egy ívben megkerülve a dombtetőt halad tovább a Szabadföldi út és a Szilas-patak irányába. Az 1800-as évek végén a fürdő és az országút közötti szakaszt Schmidt Sándor így írta le: „Régebbi forrásokról tanúskodnak még a Beniczky-fasorból a fürdőbe vezető úttól nyugatnak s keletnek látható vízmosások, melyeket jelenben gyeptakaró borít”.
Caprera-fürdő

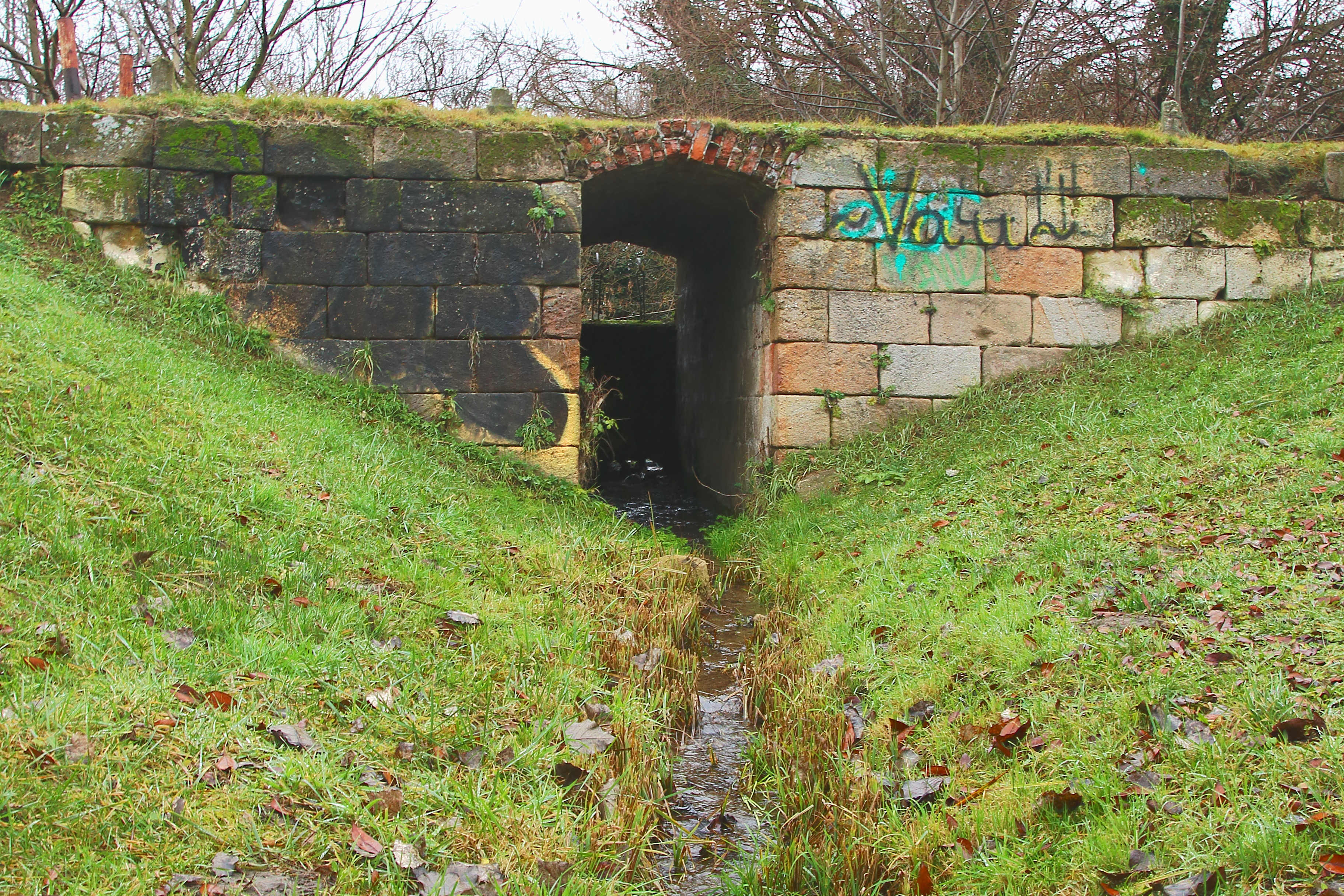
A hajdani Caprera-fürdő zsilipes gátja

Első írásos említése, mint „urasági fürdő” Schmidt Sándor a Czinkota geologiai viszonyairól című cikkében 1893-ból származik. Ebből az is megtudható, hogy a keletre eső, a cinkotai szőlőkhöz vezető gyalogút mentén kifejtett kemény konglomerátumos kvarc-homokkő padok kőzetét használták fel a nyílt uszoda kőfalazathoz is, a kor követelményei szerint „pompás”, árnyas fáikkal és zöldellő gyeppel körbevett az urasági fürdő medencéjében, amit Beniczky Gábor építtetett a Cinkotán és vidékén lakók és a környéken nyaralók használatára. Ezt követően az Anna- és Árpád-telepi parcellázások kapcsán megjelent hirdetésekben előbb Koprira (1896), majd Coprira (1900) formában említették, de 1905-től pedig már „Capréra-fürdő” volt a neve.
Nagy nyilvánosságot kapott eseményt először 1905-ben szerveztek a fürdőben. Ezen úszóversenyek kapcsán 1908 nyarán özv. Beniczky Gáborné született Batthyány Ilona grófnő védősége alatt létesült a «Capréra» Ifjusági-kör, melynek célja főleg a sport művelése volt, de több táncestélyt is megszerveztek Cinkotán. Tagjai között megtalálható volt a helyi és környékbeli értelmiség mellett több pesti jobb atléta is, úgy mint Karkas Rezső úszó, Fekete István rövid és középtávfutó, Oldal Mihály futballista. A grófnő kedvelt uszodája volt, gyakran, a meleg idő beálltával naponta megfordult benne. 1920 nyarán egy a vízbe esett fuldokló kisfiút ruhástól ugorva a vízbe mentett itt ki, amiért Horthy Miklós kormányzó Ferdinandy Gyula m. kir. belügyminiszter előterjesztésére elismerésben részesítette. Az 1920-as évek közepére azonban már elavult volt az akkori igényekhez. 1940-es térképen területe Fürdő malom néven szerepel.

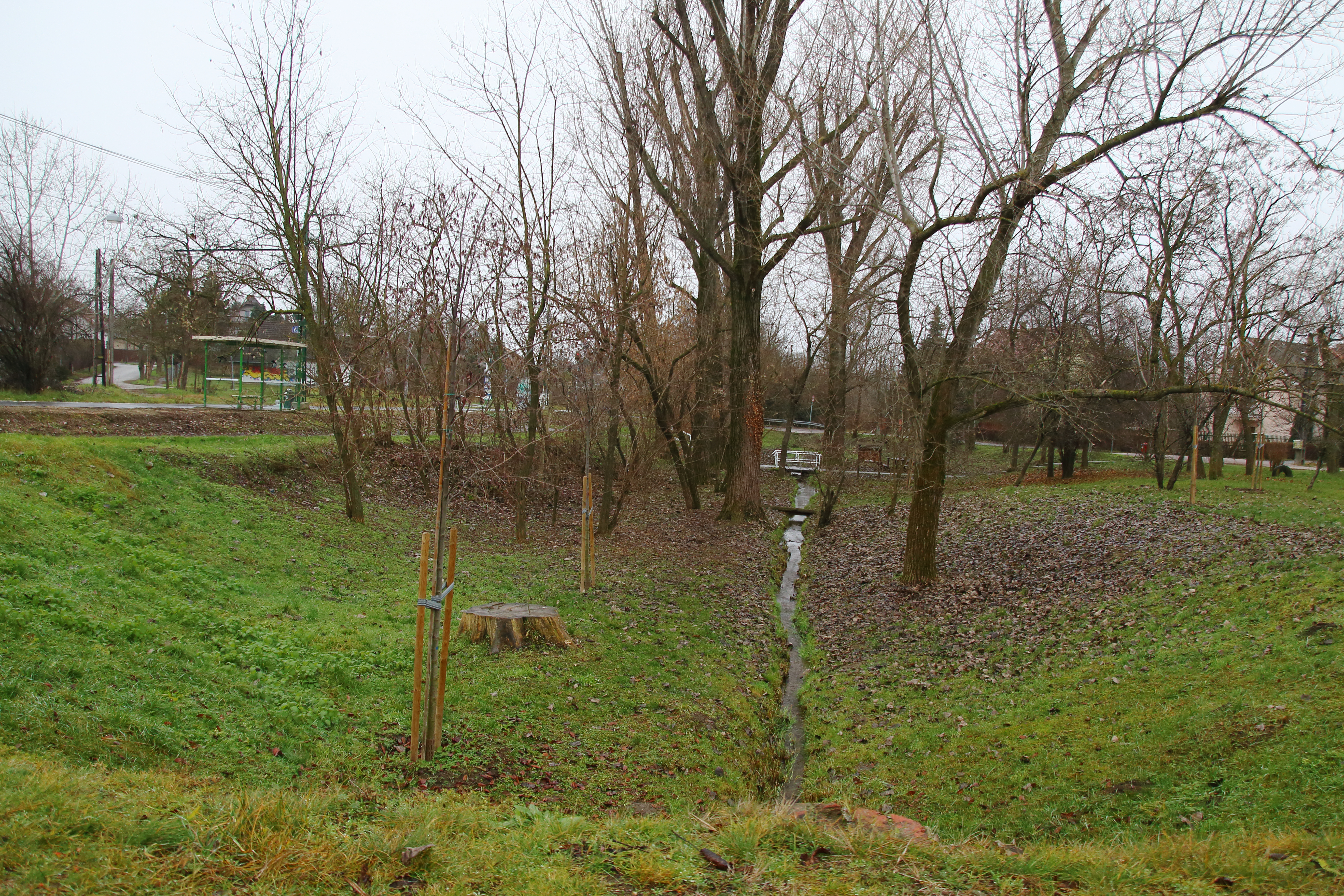
A Caprera tér és a HÉV-megálló a hajdani fürdő gátjáról

A fürdő körül két bányát is leírtak, többek között 1893-ban Schmidt Sándor és 1911-ben Lőrenthey Imre. Szemben vele (észak-keletre), a HÉV túloldalán egy kisebb korábbi kő-, majd homokbányát, és nyugatra, az akkori hegytetőn egy nagy kiterjedésűt, ahol az 1890 körüli megnyitásakor kavicsot, a későbbiek során agyagot és homokot bányásztak (ez a nagyobb, 1980-as években felhagyott bánya az egyik mellette húzódó, az 1950-es években Csobajra keresztelt utcáról kapta azóta közismert nevét).
Az ezen a szakaszon 1900-ban kiépített helyiérdekű vasút állomásának, ami nem sokkal a fürdőt követően, a patak mentén található, eleinte Caprera fürdő volt a neve, később Cinkota alsó lett. A mellette levő teret erről a megállóról nevezték el 1974-ben Caprera térnek, majd 1983-ban a térhez kapcsolódó utcát is.
Ezen a szakaszon a patak nyílt árokban dél felé folyik, mígnem enyhén nyugatnak, délnyugati irányba fordul.

#### Alsó szakasza, torkolata

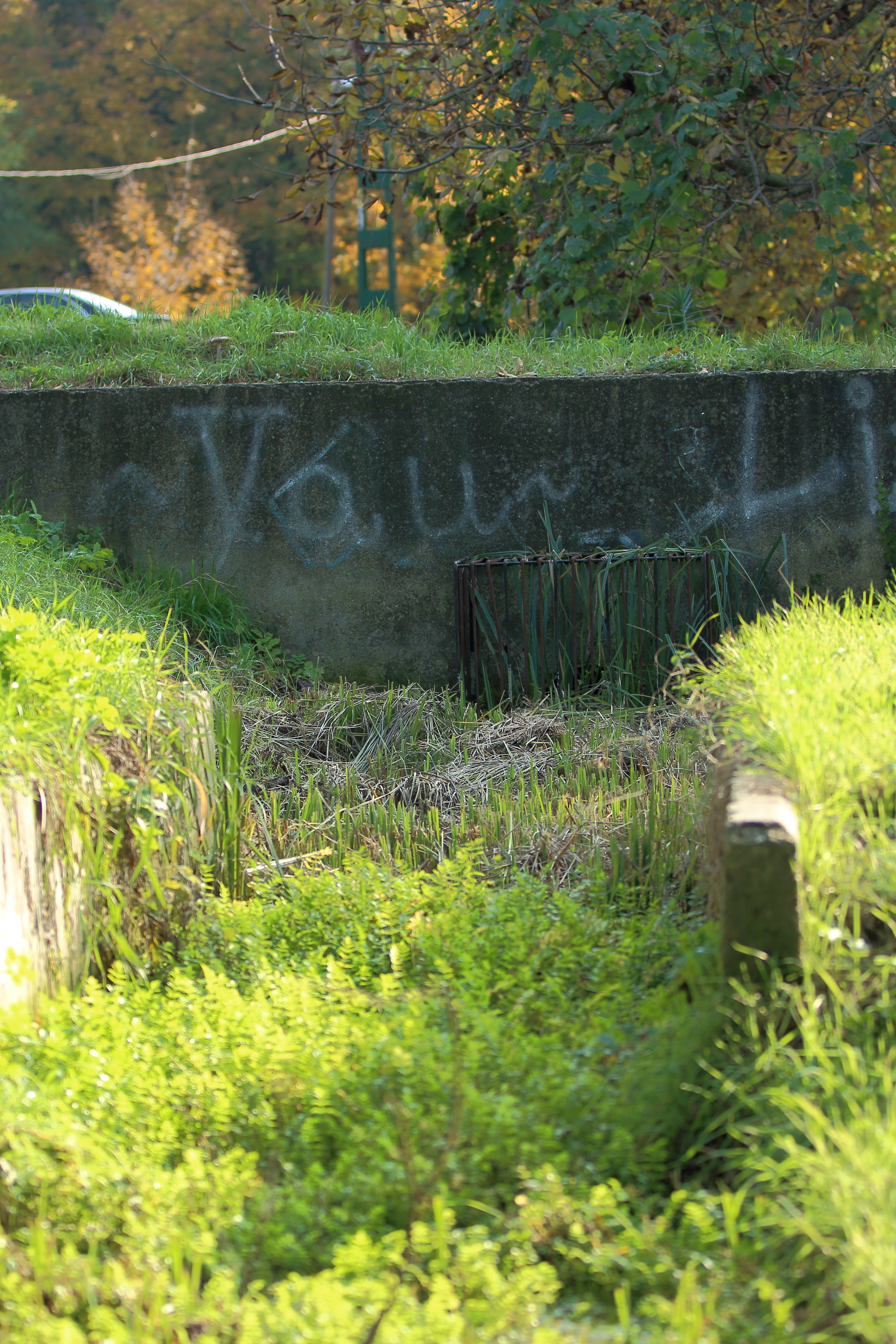
A Caprera-patak itt kezdi meg az egykori strandot elkerülő föld alatti útját

Mielőtt a patak elérné a domboldalban a Budapestet Kerepessel összekötő utat, a lejtés irányában délnyugatra, a Szilas-patak felé kanyarodik, és eleinte a falusi tó medrét töltötte meg.
Cinkota(i)-tó, Cinkotai Strandfürdő
(Cinkotai-tó néven az 1950-es évekig említették, az 1980-as évek után azonban gyakran a Naplás-tavat illették így.)
A 19. században a Cinkotai Strandfürdő eredeti funkcióját tekintve lóúsztató volt, illetve, a mellette fekvő libalegelő terület után libás tónak is nevezték, míg telente jégtermelésre hasznosították.
A Cinkotai Strandfürdő 1928 júliusában nyitotta meg kapuit. Az új strand 5000 négyszögméteres vízmedencéjében vízipóló és szabályos 100 méteres úszópálya is helyet kapott, míg a homokos partot a kor legmodernebb tornaeszközeivel tették alkalmassá a sportemberek részére is.
A strandfürdőt kezdetben – ahogy a korábbi tavat is a 19. század óta – a patak forrása táplálta, ami kavicsszűrőn keresztül ömlött a medencébe. Az elhasznált fürdővíz illetve a túlfolyó víz újra a patak medrébe, onnan pedig a Szilas-patakba folyt (ami a Dunába torkollik). 1931 májusában a medence tisztításakor két bővizű forrást fedeztek fel annak nyugati oldalán. A későbbiekben a rétegvizet hasznosítva két fúrt kút szolgáltatta a fürdő vizét. (A rétegvizeket feltáró artézi kutak átlagos mélysége 100 m körüli.)
Az államosítást követően a Fővárosi Gyógyfürdők és Gyógyforrások Községi Vállalata (később Fővárosi Fürdőigazgatóság) kezelésébe került. A cinkotai strand medencéjének parti részeit kaviccsal és fövennyel fedték be. A tókiképzésű strandfürdő vizét csak a fürdőidény befejezése után engedték le. Az 1950-es évek közepén a medencébe áramló csekély mértékű utánpótlási víz befolyása az egyik rövidebb oldal közepén történt, a kifolyás a sekély, szemben lévő oldal közepén. A közfürdők medencevizének szennyeződési folyamatára vonatkozó vizsgálati eredmények azt mutatták ki, hogy a főáramlási vonalba eső, középen vett minta kevésbé volt szennyezett, míg a stagnáló vizű sarkok közelében a szennyezésre mutató alkatrészek magasabbak voltak. Mivel a strand vize a nyári nagy forgalom idején erősen iszapos volt, ezért a tó fenekének egy részét a Budapesti Városi Tanács 1955-re burkolattal látta el.
Az 1950-es évek végén megépült Cinkotán a Lapát utca környékén egy kislakásos lakótelep, ami szennyvizének befogadására átmeneti időre tisztítótelepet létesítettek. A tisztított szennyvíz befogadója a Szabadföld út alatt levő közúti áteresz, majd nyílt felszíni árok, vasúti áteresz és zárt csatornaszakaszok útján a pataknak a cinkotai strandfürdő medencéjét megkerülő zárt szelvénye  volt. A telep üzemeltetését a Házkezelési Igazgatóságtól 1959-ben a Fővárosi Csatornázási Művek vette át. A csepegtetőtestes biológiai berendezést napi 52 m3 szennyvízre méretezték, az 1970-es években terhelése 70 m3/nap volt. Ekkor már a járműjavító biológiailag tisztított szennyvizét is a patak fogadta be. Egy 1965-ös vízgazdálkodási keretterv szerint a patak vezette le Cinkota belső területeiről a csapadékvizet is.

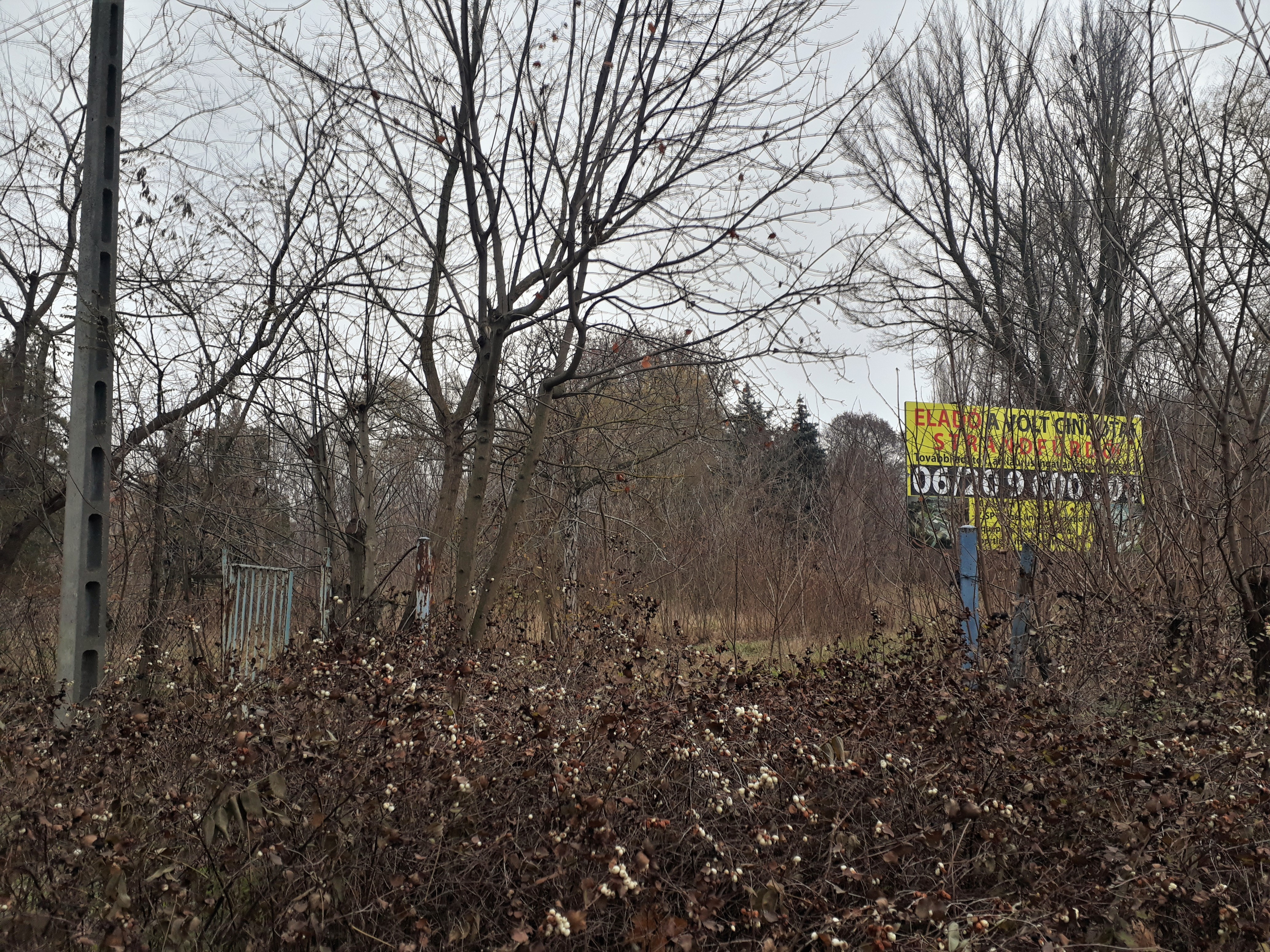
A korábbi Cinkota strand 2020 telén

A rendszerváltás után 1992-ben az addig állami fenntartó önkormányzati működtetésű lett, Fővárosi Önkormányzat Fővárosi Fürdőigazgatóság néven. Ekkor Budapest legnagyobb összes víz felületű strandjai között — sorrendben a Palatínus, és a Dagály után — a harmadik volt, ugyanakkor az összes fürdőhelyek között a legalacsonyabb zsúfoltsággal (ez az egy négyzetméterére jutó éves vendégszám, ami a cinkotai esetében 9 fő négyzetméterenként volt) működött. A Fővárosi Fürdőigazgatóság anyagi nehézségeire hivatkozva már 1989-ben szakaszosan több strandját be kívánta zárni, közöttük is elsőként a cinkotait. De előbb bérbe adták – külön a strandot és külön a helyiségeit. Azonban csak 1990-ben 3 millió forint veszteséget termelt, így egy évre bezárták, felújították (újrafestették a kabinsort, padokat, rendbe hozták, kitisztították a medencét és a pázsitot), majd 1992-ben ismét kiadták, és 1993-ban új szerződést kötöttek – 1996-tól bérlője néhány évig a strandszezonon túl, ősztől tavaszig horgásztóként is próbálta hasznosítani. 1999-ben azonban végleg bezárta kapuit, miután az üzemeltető fővárosi cég értékesítette a külvárosi strandjait, fürdőit – mivel nem érte volna meg a közegészségügyi előírásoknak és az európai uniós elvárásoknak megfelelő korszerű vízforgatóval felszerelni azokat kicsi látogatottságuk, és aránytalanul magas fenntartásuk miatt. A 2000-es években még autókat tároltak az egykori medencében, majd pusztulásnak indult. A terület ezután többször tulajdonost cserélt. A 2000-es évek elején felmerült, hogy az önkormányzat elcseréli uszodaépítési célzattal, de erre nem került sor. A volt Cinkotai Strandfürdő területének újrahasznosításával kapcsolatban több építészmérnöki diplomamunka is készült.
A mederből kialakított mesterséges, 30x60 méteres, hideg vízű (az ilyen vízű fürdők ritkán melegednek 20 °C fölé) medence ezerötszáz köbméter űrtartalmú volt. Teljes területe (22 012 m2) a kerületi építési szabályzat szerint K-Rek/XVI (nagy kiterjedésű rekreációs és szabadidős terület) besorolású.

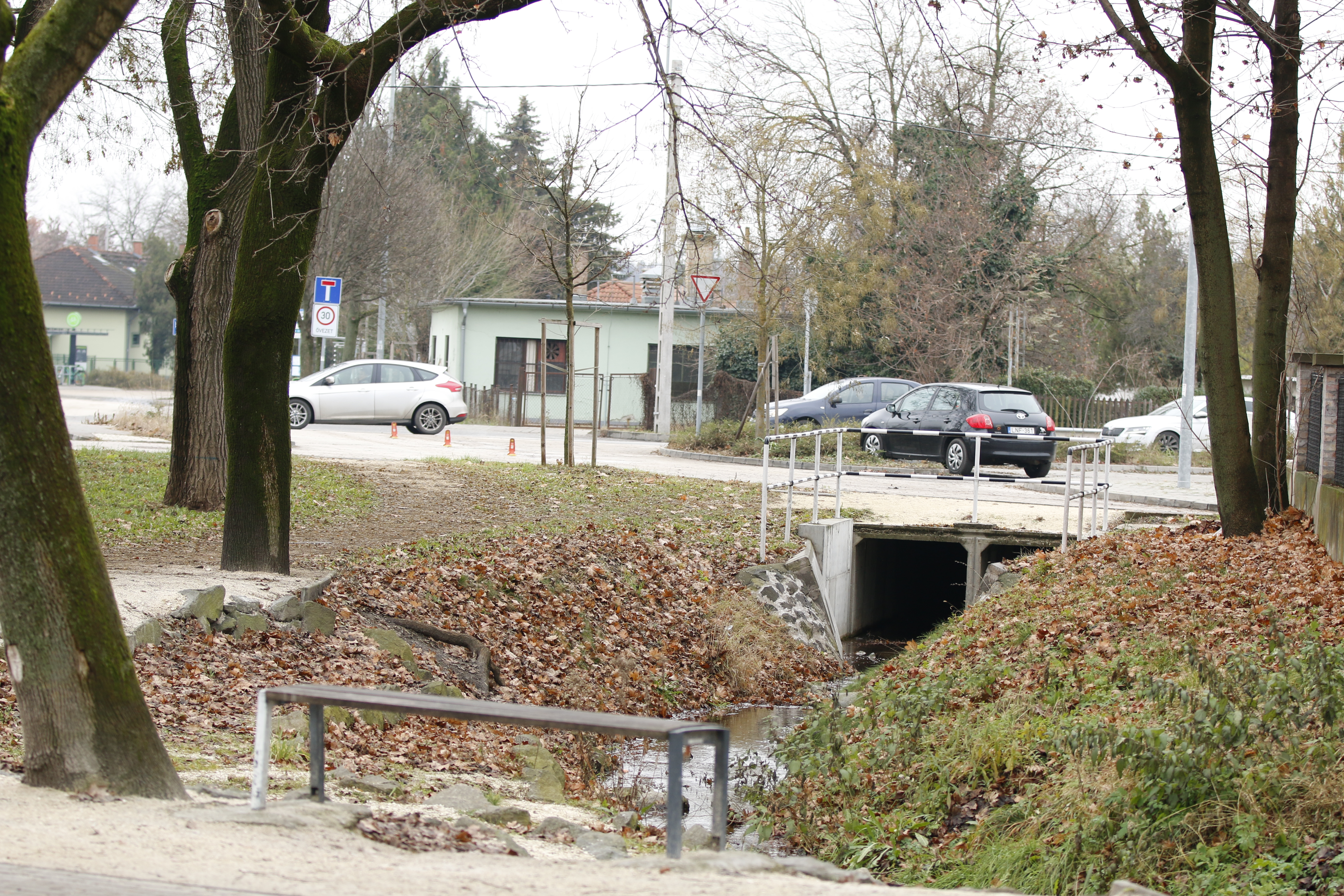
Háttérben Cinkota HÉV-állomás

A Cinkotai Strandfürdőtől lejjebb, a Palotai (később Iglói, majd Ostoros) út után még a 19. században egy vályogvetésre alkalmas homokbánya volt, mely előtt a víz elszivárgott, az összegyűlő vizeket ezért egy keskeny árkon át a vasúti pályaházat követő első vasúti hídtól északnyugatnak egy közepes nagyságú medencébe gyűjtötték össze, később pedig az országút (Szabadföldi út) és e területek között vezették el. 1975-ben ezt a szakaszát áthelyezték, betonmederbe terelték és lefedték, hogy helyet kapjon a HÉV új épülete. A cinkotai HÉV-kocsiszín alatt a patak újra a felszínre bukkan és a Szilas-patakba torkollik.

## Élővilága

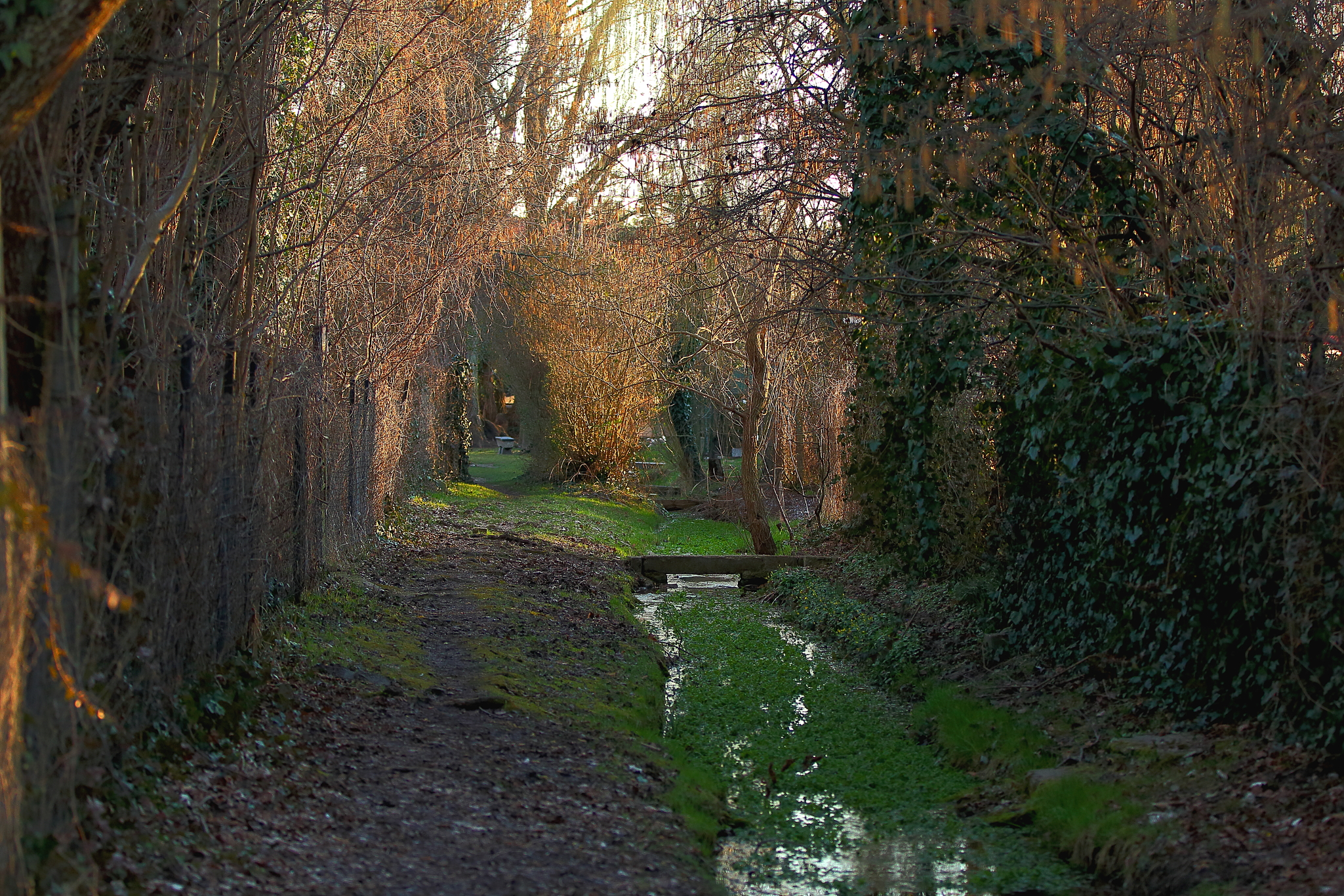
A patak felső szakasza 2020 márciusában

2017 óta (2020-ig) a patak partja minden évben helyszíne az Agrárminisztérium BISEL – Gumicsizmás természetvédelem programja keretében megrendezett országos BISEL-versenynek. A vízben jelentős mennyiségű bolharák, kérészlárva, különböző csigák és tegzesek élnek, mely fajok bioindikátorok, általuk könnyen meghatározható a víz minősége.
A Caprera-patak egyike Budapest legtisztább vízű vízfolyásainak. Teljes szakaszán megfigyelhetők indikátorfajok, melyek csak a tisztább vízfolyásokban fordulnak elő. A patak nyitott medrét végig gazdag fás- és lágyszárú vegetáció kíséri, amely búvó, fészkelő és táplálkozó helyet biztosít az állatok számára. Több védett állatfaj is él itt – rovarok (kis szarvasbogár, fecskefarkú lepke), hüllők (gyíkfajok), kétéltűek (több békafaj), emlősök (denevérfajok, keleti sün). Gyakoriak környezetében az énekesmadarak (verébalakúak, csuszka, vörösbegy, széncinege, kékcinege, fakopáncsok, zöldike).
A patakban és meder közelében megfigyelt állatok listája (latin név, magyar név, helye ideje)
- Notonecta glauca, hátonúszó poloska, Caprera-tér (2017)[75]
- Bithynia leachii, kis vízicsiga, Caprera-tér (2017)[75]
- Nepa cinerea, közönséges víziskorpió, Caprera-tér (2017)[75]
- Gammarus roeseli, tüskés bolharák, Caprera-tér (2017)[75]
- Lacerta agilis, fürge gyík, Caprera-tér (2017)[75]
- Riparia riparia partifecske, Caprera-tér (költőhely: bányafal; 1950-es évek előtt, utoljára: 2008)[40][76]
- Merops apiaster, gyurgyalag, Caprera-tér (költőhely: bányafal; 1952, utoljára: 2008)[40][76]